# Brian Jacobs
Brian Jacobs (30 maart 1995) is een Nederlandse voormalig profvoetballer die speelde als aanvaller/vleugelspeler.

## Roda JC
In juni 2014 werd bekend dat Jacobs de overstap van de beloften van Roda JC naar het eerste team van Roda JC mocht maken. Onder de nieuwe trainer René Trost kreeg hij in de eerste wedstrijd van het seizoen een basisplek tegen RKC Waalwijk (3-2 gewonnen). Nu staat Jacobs onder contract bij V.V. Chevremont.

## Statistieken
| Seizoen         | Club            |                    | Competitie      | Competitie | Competitie | Beker | Beker | Internationaal | Internationaal | Totaal | Totaal |
| Seizoen         | Club            | Wed.               | Competitie      | Dlp.       | Wed.       | Dlp.  | Wed.  | Dlp.           | Wed.           | Dlp.   |        |
| --------------- | --------------- | ------------------ | --------------- | ---------- | ---------- | ----- | ----- | -------------- | -------------- | ------ | ------ |
| 2014/15         | Roda JC         | Vlag van Nederland | Eerste divisie  | 2          | 0          | 0     | 0     | -              | -              | 0      | 0      |
| Carrière totaal | Carrière totaal | Carrière totaal    | Carrière totaal | 2          | 0          | 0     | 0     | 0              | 0              | 2      | 0      |